# Grand Prix Jihoafrické republiky 1963
Grand Prix Jihoafrické republiky 1963 byl nemistrovský závod vozů Formule 1 konaný 28. prosince 1963 na závodní okruhu v East Londonu. Na této 121. Grand Prix v historii dosáhl 10. vítězství Jimi Clark a Lotus si odvezl své 15. vítězství.

## Stupně vítězů
|            | Jim Clark |             |
| Dan Gurney | 1         | Graham Hill |
| 2          |           | 3           |
|            |           |             |

## Výsledky
| Pozice | Jezdec                  | Vůz                | Čas         |
| ------ | ----------------------- | ------------------ | ----------- |
| 1      | Jim Clark               | Lotus 25           | 2:10:36,9   |
| 2      | Dan Gurney              | Brabham BT7        | á 1:06,8s   |
| 3      | Graham Hill             | BRM P57            | á 1 kolo    |
| 4      | Bruce McLaren           | Cooper T66         | á 1 kolo    |
| 5      | Lorenzo Bandini         | Ferrari 156        | á 1 kolo    |
| 6      | Jo Bonnier              | Cooper T66         | á 2 kola    |
| 7      | Tony Maggs              | Cooper T66         | á 3 kola    |
| 8      | Trevor Taylor           | Lotus 25           | á 4 kola    |
| 9      | John Love               | Cooper T55         | á 5 kol     |
| 10     | Carel Godin De Beaufort | Porsche 718        | á 6 kol     |
| 11     | Doug Serrurier          | LDS Mk1            | á 7 kol     |
| 12     | Trevor Blokdyk          | Cooper T51         | á 8 kol     |
| 13     | Jack Brabham            | Brabham BT7        | á 15 kol    |
| 14     | Brausch Niemann         | Lotus 22           | á 19 kol    |
|        | Odstoupili              |                    |             |
| 53     | Peter De Klerk          | Alfa Romeo Speciál | Převodovka  |
| 49     | David Prophet           | Brabham BT6        | Tlak oleje  |
| 43     | John Surtees            | Ferrari 156        | Motor       |
| 43     | Richie Ginther          | BRM P57            | Zablokování |
| 3      | Ernest Pieterse         | Lotus 21           | Motor       |
| 2      | Sam Tingle              | LDS Mk1            | Blokování   |

### Nejrychlejší kolo
- Dan Gurney Brabham Climax 1'291 - 158.384 km/h

### Vedení v závodě
- 1-85 kolo Jim Clark

### Postavení na startu
| 1. řada | 3              |                 | 2              |                | 1              |
|         | Dan Gurney     |                 | Jack Brabham   |                | Jim Clark      |
|         | Brabham        |                 | Brabham        |                | Lotus          |
|         | 1'29.1         |                 | 1'29.0         |                | 1'28.9         |
| 2. řada |                | 5               |                | 4              |                |
|         |                | Lorenzo Bandini |                | John Surtees   |                |
|         |                | Ferrari         |                | Ferrari        |                |
|         |                | 1:30,2          |                | 1:29,8         |                |
| 3. řada | 8              |                 | 7              |                | 6              |
|         | Trevor Taylor  |                 | Richie Ginther |                | Graham Hill    |
|         | Lotus          |                 | BRM            |                | BRM            |
|         | 1:30,4         |                 | 1:30,4         |                | 1:30,3         |
| 4. řada |                | 10              |                | 9              |                |
|         |                | Tony Maggs      |                | Bruce McLaren  |                |
|         |                | Cooper          |                | Cooper         |                |
|         |                | 1:31,5          |                | 1:31,2         |                |
| 5. řada | 13             |                 | 12             |                | 11             |
|         | John Love      |                 | Ernie Pieterse |                | Jo Bonnier     |
|         | Cooper         |                 | Lotus          |                | Cooper         |
|         | 1:34,6         |                 | 1:34,5         |                | 1:32,0         |
| 6. řada |                | 15              |                | 14             |                |
|         |                | Brausch Niemann |                | David Prophet  |                |
|         |                | Lotus           |                | Brabham        |                |
|         |                | 1:35,6          |                | 1:35,5         |                |
| 7. řada | 18             |                 | 17             |                | 16             |
|         | Doug Serrurier |                 | Sam Tingle     |                | Peter De Klerk |
|         | LDS            |                 | LDS            |                | Alfa Romeo     |
|         | 1:36,4         |                 | 1:35,8         |                | 1:35,7         |
| 8. řada |                | 20              |                | 19             |                |
|         |                | De Beaufort     |                | Trevor Blokdyk |                |
|         |                | Porsche         |                | Cooper         |                |
|         |                | 1:36,6          |                | 1:36,5         |                |

### Zajímavosti
- V závodě představen vůz Alfa Romeo Speciál, Brabham BT6, LDS Mk1, Lotus 22
- Debutovali Brausch Niemann, David Prophet, Paddy Driver, Peter De Klerk, Sam Tingle a Trevor Blokdyk
- Dan Gurney a vůz Brabham poprvé zajeli nejrychlejší kolo
- Trevor Taylor stál na startu 20 GP
- 7. vítězství v sezóně a celkově 10. pro Jima Clarka
- 7. pole positions v sezóně pro Jima Clarka

| Pole position | Vítězství    | Nej. kolo    |
| Jim Clark     | Jim Clark    | Dan Gurney   |
| Lotus 25      | Lotus 25     | Brabham BT7  |
| 1'28.9        | 2:10'36.9    | 1'29.1       |
| 158.740 km/h  | 158.740 km/h | 158.384 km/h |
| ------------- | ------------ | ------------ |

### Stav MS
- Zelená - vzestup
- Červená - pokles

| *  | Jezdec                  | Body |
| -- | ----------------------- | ---- |
| 1  | Jim Clark               | 54   |
| 2  | Graham Hill             | 33   |
| 3  | Richie Ginther          | 29   |
| 4  | John Surtees            | 22   |
| 5  | Dan Gurney              | 19   |
| 6  | Bruce McLaren           | 17   |
| 7  | Jack Brabham            | 14   |
| 8  | Tony Maggs              | 9    |
| 9  | Innes Ireland           | 6    |
| 10 | Lorenzo Bandini         | 6    |
| 11 | Jo Bonnier              | 6    |
| 12 | Gerhard Mitter          | 3    |
| 13 | Jim Hall                | 3    |
| 14 | Carel Godin de Beaufort | 2    |
| 15 | Lodovico Scarfiotti     | 1    |
| 16 | Trevor Taylor           | 1    |
| 17 | Jo Siffert              | 1    |

Pohár konstruktérů
| * | Vůz     | Body |
| - | ------- | ---- |
| 1 | Lotus   | 54   |
| 2 | BRM     | 36   |
| 3 | Brabham | 28   |
| 4 | Ferrari | 26   |
| 5 | Cooper  | 25   |
| 6 | BRP     | 6    |
| 7 | Porsche | 5    |